# 국제 민간 항공의 날

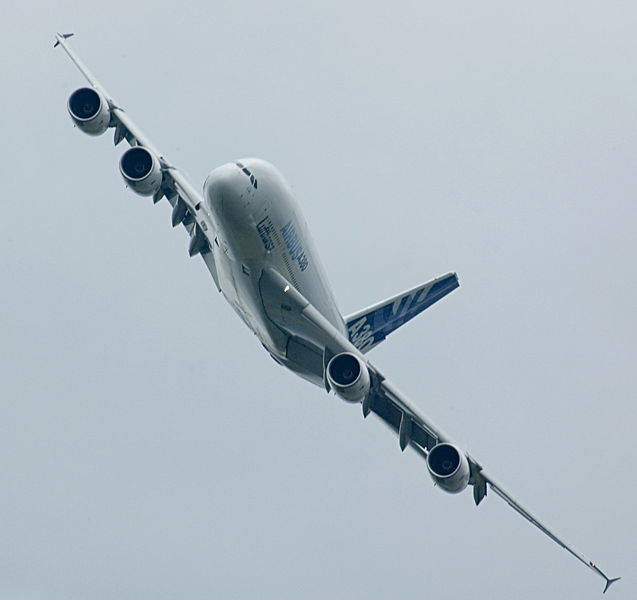

국제 민간 항공의 날은 국제 민간 항공의 인식을 강화하기 위해 제정된 날이다. 날짜는 12월 7일이다.